# Panasonic (equipa ciclista)
Panasonic é uma antiga equipa Ciclista neerlandesa que tem existido de 1984 a 1992. Estava patrocinada pela empresa Panasonic. Sucedeu à equipa Raleigh e precedeu o equipa Novemail.

## Evolução do nome da equipa
- 1984 Panasonic
- 1985 Panasonic
- 1986 Panasonic
- 1987 Panasonic - Isostar
- 1988 Panasonic - Isostar
- 1989 Panasonic - Isostar
- 1990 Panasonic - Sportlife
- 1991 Panasonic - Sportlife
- 1992 Panasonic - Sportlife

## Principais corredores
- Phil Anderson
- Eddy Planckaert
- Steven Rooks
- Theo de Rooij
- Eric Van Lancker
- Erik Breukink
- Eric Vanderaerden
- Rudy Dhaenens
- Maurizio Fondriest
- Olaf Ludwig

## Principais vitórias
- 1985
  - Dauphiné libéré
  - Volta à Suíça
  - Tour dos Flandres
  - Gante Wevelgem
  - Grande Prêmio de Frankfurt
- 1986
  - Paris-Tours
  - Maillot verde ao Tour de France
- 1987
  - Gante-Wevelgem
  - Paris-Roubaix
  - Het Volk
- 1988
  - Classificação das jovens ao Tour de France
- 1989
  - Amstel Gold Race
  - Paris-Roubaix
- 1990
  - Paris-Roubaix
  - Liège-Bastogne-Liège
- 1991
  - Wincanton Classic
  - Grande Prêmio das Américas
  - Copa do mundo de ciclismo 1991 : Classificação individual e por equipas.
- 1992
  - Classificação das jovens ao Tour de France
  - Amstel Gold Race